# Quellouno (distrito)
O Distrito peruano de Quellouno é um dos 9 distritos da Província de La Convención, situada no Departamento de Cusco, pertenecente a Região Cusco, Peru

## Transporte
O distrito de Quellouno é servido pela seguinte rodovia:
- CU-102, que liga o distrito de Echarate à cidade
- CU-104, que liga o distrito de Laresà cidade de Echarate
- CU-105, que liga o distrito de Calca à cidade de Echarate
- PE-5S, que liga o distrito de Chanchamayo (Região de Junín)à Fronteira Bolívia-Peru (em Puerto Maldonado) - no distrito de Tambopata (Região de Madre de Dios) [1][2][3]